# Klasika Primavera
Klasika Primavera, hiszp. Clásica Primavera – jednodniowy wyścig kolarski rozgrywany w Hiszpanii, w regionie Kraju Basków, co roku w kwietniu. Od 2005 roku należy do cyklu UCI Europe Tour i jest zaliczany do kategorii 1.1.
Wyścig odbył się po raz pierwszy w roku 1946 i organizowany jest co rok. W latach 1948–54 roku wyścig nie odbył się. Rekordzistami pod względem zwycięstw w klasyfikacji generalnej są Hiszpanie: Eusebio Velez, Federico Echave i Alejandro Valverde - po trzy triumfy. 

## Pierwsze trójki
| Rok                      | Pierwsze                     | Drugie                     | Trzecie                   |          |
| ------------------------ | ---------------------------- | -------------------------- | ------------------------- | -------- |
| 1946                     | Dalmacio Langarica           | Miguel Lizarazu            | Francisco Expósito        |          |
| 1947                     | Miguel Poblet                | José López Gandara         | Julián Berrendero         |          |
| 1948-1954 nie rozgrywano |                              |                            |                           |          |
| 1955                     | Hortensio Vidaurreta         | Jesús Loroño               | Carmelo Morales           |          |
| 1956                     | Cosme Barrutia Iturriagoitia | Jesús Morales Erostarbe    | Antón Barrutia            |          |
| 1957                     | Emilio Cruz Díaz             | Carmelo Morales            | Francisco Moreno Martínez |          |
| 1958                     | Antoni Karmany               | Jacinto Urrestarazu        | Jesús Davoz Gorrotxategi  |          |
| 1959                     | Roberto Morales              | Carmelo Morales            | Francisco Moreno Martínez |          |
| 1960                     | Carmelo Morales              | Felipe Alberdi             | Antoni Karmany            |          |
| 1961                     | Julio San Emeterio Abascal   | Miguel Muruaga             | Roberto Morales           |          |
| 1962                     | Francisco Gabica             | Eusebio Vélez              | Antón Barrutia            |          |
| 1963                     | Eusebio Vélez                | José Antonio Momene        | Manuel Martín Piñera      |          |
| 1964                     | Eusebio Vélez                | Rafael Carrasco Guerra     | José Pérez Francés        |          |
| 1965                     | José Pérez Francés           | Luís Otaño                 | Ramón Sáez                |          |
| 1966                     | Antonio Gómez del Moral      | José Antonio Momene        | José Pérez Francés        |          |
| 1967                     | Antonio Gómez del Moral      | José Manuel López          | Jorge Mariné              |          |
| 1968                     | Eusebio Vélez                | Domingo Perurena           | Salvador Canet García     |          |
| 1969                     | José Manuel Lasa             | Antonio Gómez del Moral    | José Manuel López         |          |
| 1970                     | Carlos Echeverría            | Joaquim Galera             | Jesús Aranzabal           |          |
| 1971                     | Domingo Perurena             | José Manuel López          | Agustín Tamames           |          |
| 1972                     | José Gómez Lucas             | José Luis Abilleira        | Agustín Tamames           |          |
| 1973                     | Miguel María Lasa            | José Luis Abilleira        | Ventura Díaz              |          |
| 1974                     | Andrés Oliva                 | Domingo Perurena           | José Luis Abilleira       |          |
| 1975                     | Antonio Martos Aguilar       | José Martins Freitas       | José Antonio González     |          |
| 1976                     | José Enrique Cima            | Francisco Javier Elorriaga | Eulalio García Pereda     |          |
| 1977                     | Vicente López Carril         | José Enrique Cima          | Klaus-Peter Thaler        |          |
| 1978                     | Domingo Perurena             | Jesús Suárez Cueva         | Eulalio García Pereda     |          |
| 1979                     | Miguel María Lasa            | Dominique Sanders          | Jesús Suárez Cueva        |          |
| 1980                     | Juan Fernández               | Miguel María Lasa          | Pedro Vilardebo           |          |
| 1981                     | José Luis López Cerrón       | Eulalio García Pereda      | Vicente Belda             |          |
| 1982                     | Jesús Suárez Cueva           | Eulalio García Pereda      | Juan Fernández            |          |
| 1983                     | Juan Fernández               | Juan-Carlos Alonso         | Marino Lejarreta          |          |
| 1984                     | José Luis Navarro            | Jesús Rodríguez Magro      | Felipe Yáñez              |          |
| 1985                     | Federico Echave              | José Recio                 | Iñaki Gastón              |          |
| 1986                     | Federico Echave              | Marino Lejarreta           | Peter Hilse               |          |
| 1987                     | Julián Gorospe               | Federico Echave            | Marino Lejarreta          |          |
| 1988                     | Jørgen Vagn Pedersen         | Peter Hilse                | Vicente Ridaura           |          |
| 1989                     | Marino Lejarreta             | Álvaro Pino                | Federico Echave           |          |
| 1990                     | Iñaki Gastón                 | Jesús Montoya              | Marino Lejarreta          |          |
| 1991                     | Jesús Montoya                | Julián Gorospe             | Jon Unzaga                |          |
| 1992                     | Federico Echave              | Mikel Zarrabeitia          | Iñaki Gastón              |          |
| 1993                     | Jon Unzaga                   | Pedro Delgado              | Fernando Escartín         |          |
| 1994                     | Melchor Mauri                | Jesús Montoya              | Raúl Alcalá               |          |
| 1995                     | Laurent Jalabert             | Mauro Gianetti             | Fernando Escartín         |          |
| 1996                     | Mauro Gianetti               | Pascal Richard             | Pēteris Ugrjumovs         |          |
| 1997                     | Mikel Zarrabeitia            | Laurent Jalabert           | Stéphane Heulot           |          |
| 1998                     | Roberto Heras                | Udo Bölts                  | Daniel Clavero            |          |
| 1999                     | Roberto Heras                | Davide Rebellin            | David Etxebarria          |          |
| 2000                     | Unai Etxebarria              | Udo Bölts                  | Roberto Heras             |          |
| 2001                     | Igor Astarloa                | Eddy Mazzoleni             | Gianni Faresin            |          |
| 2002                     | Ángel Vicioso                | Unai Etxebarria            | David Etxebarria          |          |
| 2003                     | Alejandro Valverde           | Samuel Sánchez             | Nicki Sørensen            |          |
| 2004                     | Alejandro Valverde           | Eddy Mazzoleni             | Jens Voigt                |          |
| 2005                     | David Etxebarria             | Damiano Cunego             | Aitor Osa                 |          |
| 2006                     | Carlos Sastre                | Damiano Cunego             | Joaquim Rodríguez         |          |
| 2007                     | Joaquim Rodríguez            | Alejandro Valverde         | Matteo Bono               |          |
| 2008                     | Damiano Cunego               | Alejandro Valverde         | Kjell Carlström           |          |
| 2009                     | Alejandro Valverde           | Egoi Martínez              | José Herrada              |          |
| 2010                     | Samuel Sánchez               | Igor Antón                 | Fränk Schleck             |          |
| 2011                     | Jonathan Hivert              | David López García         | Nick Nuyens               |          |
| 2012                     | Giovanni Visconti            | Alejandro Valverde         | Igor Antón                |          |
| 2013                     | Rui Costa                    | Pablo Urtasun              | Alberto Contador          |          |
| 2014                     | Pello Bilbao                 | Gorka Izagirre             | David Belda               |          |
| 2015                     | José Herrada                 | Jewgienij Szałunow         | Carlos Barbero            |          |
| 2016                     | Giovanni Visconti            | Gorka Izagirre             | Sergio Pardilla           |          |
| 2017                     | Gorka Izagirre               | Wilmar Paredes             | Rui Vinhas                |          |
| 2018                     | Andrey Amador                | Alejandro Valverde         | Wilmar Paredes            |          |
| 2019                     | Carlos Betancur              | Carlos Quintero            | Eduard Prades             |          |
| 2020                     | odwołany                     | odwołany                   | odwołany                  | odwołany |
| 2021                     | odwołany                     | odwołany                   | odwołany                  | odwołany |